# Кубок швейцарської ліги з футболу 1974—1975
Кубок швейцарської ліги з футболу 1974-75 — 3-й розіграш Кубка ліги у Швейцарії. Переможцем вдруге поспіль став Грассгоппер.

## Календар
| Раунд       | Дата               | Матчі | Клуби   |
| ----------- | ------------------ | ----- | ------- |
| 1/16 фіналу | 3 серпня 1974      | 16    | 32 → 16 |
| 1/8 фіналу  | 7 серпня 1974      | 8     | 16 → 8  |
| 1/4 фіналу  | 13 серпня 1974     | 4     | 8 → 4   |
| 1/2 фіналу  | 24-25 вересня 1974 | 2     | 4 → 2   |
| Фінал       | 26 березня 1975    | 1     | 2 → 1   |

## 1/16 фіналу
| Команда 1              | Рахунок      | Команда 2          |
| ---------------------- | ------------ | ------------------ |
| 3 серпня 1974          |              |                    |
| Ла Шо-де-Фон (2)       | 1:4          | Етуаль (Каруж) (2) |
| Монте (2)              | 0:10         | Лозанна            |
| Беллінцона (2)         | 2:1          | Мендрізіостар (2)  |
| Цюрих                  | 3:0          | Вінтертур          |
| Нордштерн (Базель) (2) | 1:2          | Ксамакс            |
| Емменбрюкке            | 2:2 пен. 1:4 | Біль-Б'єнн (2)     |
| Янг Бойз               | 2:4          | Базель             |
| Люцерн                 | 4:0          | Джуб'яско (2)      |
| К'яссо (2)             | 1:1 пен. 5:3 | Лугано             |
| Фрауенфельд (2)        | 0:2          | Грассгоппер        |
| Рарон (2)              | 3:8          | Сьйон              |
| Гренхен (2)            | 0:2          | Фрібур (2)         |
| Мартіньї-Спортс (2)    | 2:3          | Веве Спортс        |
| Серветт                | 4:0          | Шенуа              |
| Аарау (2)              | 3:1          | Веттінген (2)      |
| Баден (2)              | 3:3 пен. 8:9 | Санкт-Галлен       |

## 1/8 фіналу
| Команда 1          | Рахунок | Команда 2      |
| ------------------ | ------- | -------------- |
| 7 серпня 1974      |         |                |
| Етуаль (Каруж) (2) | 1:0     | Лозанна        |
| Беллінцона (2)     | 1:4     | Цюрих          |
| Ксамакс            | 4:0     | Біль-Б'єнн (2) |
| Базель             | 5:2     | Люцерн         |
| К'яссо (2)         | 1:4     | Грассгоппер    |
| Сьйон              | 3:0     | Фрібур (2)     |
| Веве Спортс        | 3:2     | Серветт        |
| Аарау (2)          | 1:0     | Санкт-Галлен   |

## 1/4 фіналу
| Команда 1          | Рахунок | Команда 2   |
| ------------------ | ------- | ----------- |
| 13 серпня 1974     |         |             |
| Етуаль (Каруж) (2) | 2:3 дч  | Цюрих       |
| Ксамакс            | 4:1     | Сьйон       |
| Базель             | 4:2 дч  | Аарау (2)   |
| Грассгоппер        | 4:1     | Веве Спортс |

## 1/2 фіналу
| Команда 1       | Рахунок | Команда 2   |
| --------------- | ------- | ----------- |
| 24 вересня 1974 |         |             |
| Цюрих           | 5:1     | Ксамакс     |
| 25 вересня 1974 |         |             |
| Базель          | 1:3     | Грассгоппер |

## Фінал
| 26 березня 1975 |

| Грассгоппер                    | 3:0      | Цюрих |
| ------------------------------ | -------- | ----- |
| Гран 8' Ельзенер 54' Боско 75' | Протокол |       |

| Летцигрунд, Цюрих Глядачів: 8 500 Арбітр: Вальтер Хунгербюлер |